# Karusellen (radioprogram)
Karusellen, ursprungligen Lördagskväll, var ett underhållningsprogram i Sveriges Radio som sändes 1951–1954.

## Historik
Idén till programmet kom från Per-Martin Hamberg och programmet kallades redan från starten på trettondagsafton den 6 januari 1951 för "...ett program för hela familjen". Programledare var Lennart Hyland, även känd som sportjournalist och senare som programledare för 1960-talets stora svenska TV-underhållningsprogram Hylands hörna. Radioprogrammet direktsändes från estraden i Karlaplansstudion, numera Maximteatern på Styrmansgatan i Stockholm, med egen orkester och inbjuden publik. Programmen inleddes alltid med en rapp trumpetsignal, varefter publiken sjöng med i signaturmelodin Jungfru skär. I redaktionen medverkade från början Hamberg, Hyland, kapellmästare Stig Rybrant, Gunnar Wersén, journalisten Sixten Ahrenberg och Gösta "Masen" Wärnlöf. 
Programmet var populärt, på den tiden hade Sverige bara en radiokanal och ingen TV. Det finns uppgifter om att teatrar och biografer fick lägga om sina föreställningar, vattenförbrukningen sjönk kraftigt och restauranger och taxi fick inte några kunder under sändningstiden. Efter påtryckningar från biografägare tidigarelades sändningarna efter en tid så att de aktiva radiolyssnarna i vart fall skulle kunna se den sena föreställningen. Liksom i Frukostklubben (ett annat av Hambergs program) kom "vanliga" människor och inte artister att stå i centrum. De skulle leka och agera i olika sammanhang, utföra uppdrag under veckan som skulle redovisas i radioprogrammet. I det första programmet medverkade rörmokare Martin Larsson. Han hade svarat rätt i en tävling och måste som pris lära sig spela Blinka lilla stjärna på cello. Larsson fick en lång rad efterföljare och ordet "karusellelev" myntades.

## Snoddas
Ett av de mest kända ögonblicken i Karusellens historia var när bandyspelaren Gösta "Snoddas" Nordgren framträdde den 26 januari 1952. Snoddas skulle spela bandymatch för Bollnäs mot Hammarby dagen efter men nu skulle han sjunga i Karusellen. ”Jag får tänka mig att jag har forsen till komp” sa Snoddas och fick ett F-ackord från pianot och så började han sjunga låten "Flottarkärlek", då utan den berömda refrängen "haderian hadera" (efter en stund kunde dock inte de närvarande musikerna låta bli att spela med). Redan kommande vecka fanns skivan ute till försäljning. Låten Flottarkärlek blev en stor hit och Snoddas fick turnera runt Sverige och man talade om Snoddasfeber.

## Frufridagen
Efter en tids uppehåll 1953 till följd av att flera medarbetare, däribland Lennart Hyland själv, drabbats av magsår, återupptogs Karusellen som lördagsunderhållning i januari 1954. Nu introducerade Hyland Frufridagen som skulle inträffa 14 dagar senare, söndagen den 24 samma månad. Detta skulle vara dagen då alla äkta män skulle stå för allt hushållsarbete; städning, matlagning, disk etc. Ett recept på hur man kunde laga köttfärslimpa lästes upp och alla tidningar beskrev i detalj hur man utan förkunskaper skulle kunna få till denna läckerhet eller alternativa varianter på maträtter lämpliga för nybörjare. Köttfärsen tog följaktligen slut i hela landet.

## Andra "karusellelever"
Annat minnesvärt i programserien var städfrun Ebba Beckman som fick vara flygvärdinna på ett Parisplan; paret Aina och Bertil Holm som flyttade in i soldattorpet på Skansen; fanjunkare Yngve Brandell från Örebro som fick åka Vasaloppet; Ulla och Ingvar Mellqvist från Södertälje som fick resa runt med tåg i Sverige för att jaga vårlök; allmänheten som bytte slipsar i Humlegårdens snöyra i januari 1954.

## Karusellen i TV
Nyårsafton 1954 hade Karusellen TV-premiär inför 15 000 tittare och TV sände de båda följande åren fyra program. Hyland återkom i Sveriges Radios samtliga radio- och TV-kanaler med Karusellen hösten 1963. Programmet som spelades in samma dag som mordet på John F. Kennedy skedde, den 22 november 1963, med bland andra Sickan Carlsson och Kar de Mumma sändes aldrig. Hösten 1975 sände TV1 en karusellomgång på 11 program med Allan Schulman som producent, Charlie Norman som kapellmästare och Yngve Gamlin som redaktionsmedlem.[källa behövs] Trots stor publik i TV blev sändningarna aldrig lika lyckosamma som radioprogrammen.